# Uitbarsting van de Tambora (1815)

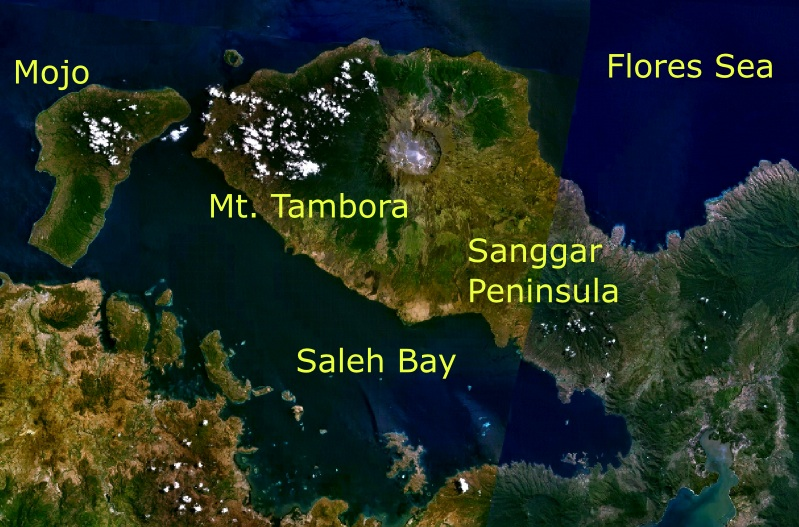
Locatie van de Tambora op Soembawa

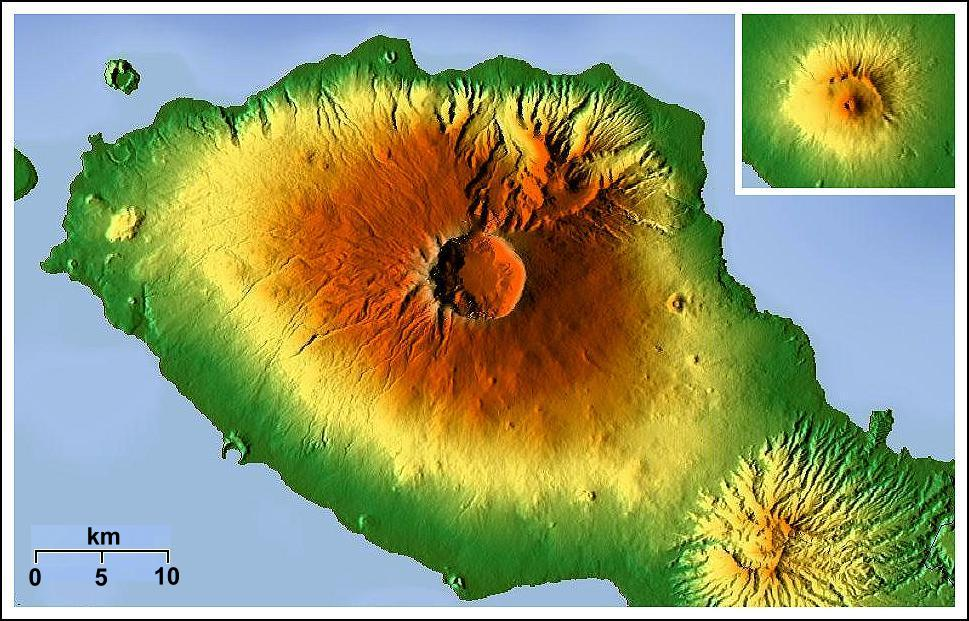
De Tambora op het schiereiland Sanggar. Rechts boven ter vergelijking de Vesuvius bij Napels op dezelfde schaalgrootte

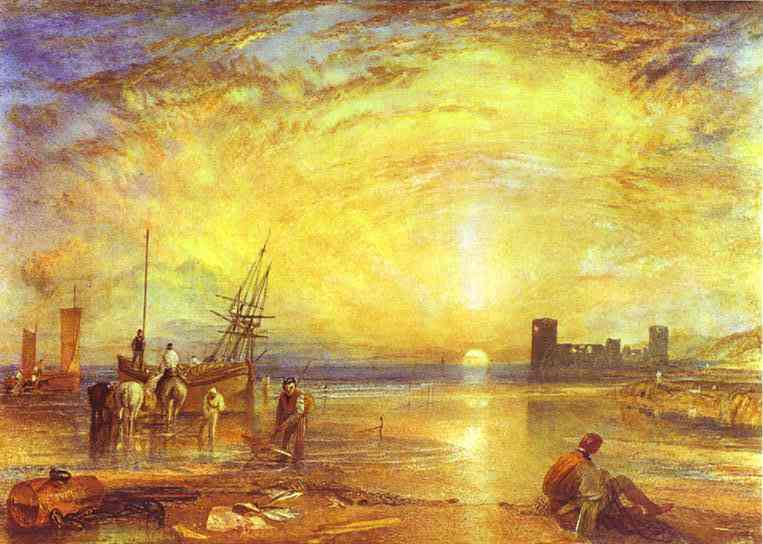
Zonsondergang bij Flint Castle in Wales van William Turner (1838)

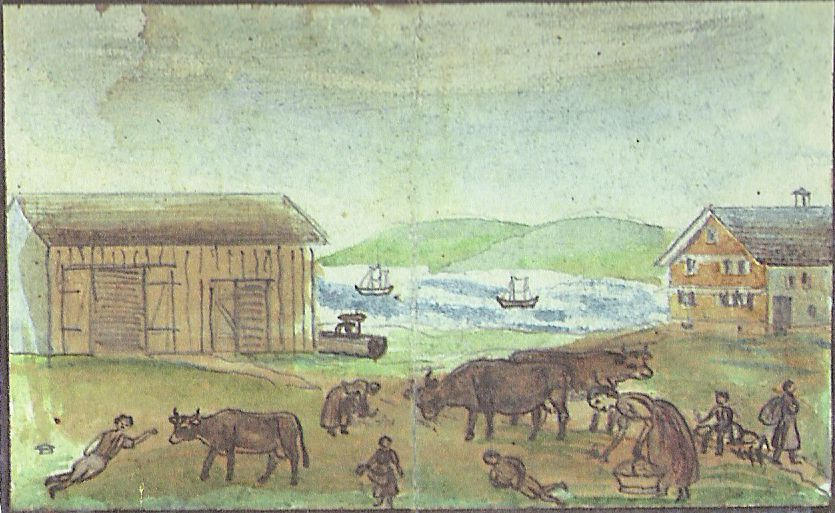
Hongersnood in Zwitserland in 1817; ook de mensen aten gras

De uitbarsting van de Tambora in 1815 op het eiland Soembawa in de Indische Archipel, was de zwaarste vulkaanuitbarsting in de recente geschiedenis. De uitbarsting van de stratovulkaan Tambora begon op 10 april 1815 om 19:00 en bereikte haar hoogtepunt om 23:00. Op de vulkanische-explosiviteitsindex bereikte de uitbarsting het cijfer 7, op een schaal van 1 tot en met 8 (ter vergelijking: Vesuvius 5, Krakatau 6). Na twee maanden bereikte de vulkanische as Londen en vanaf 28 juni rapporteerden ooggetuigen er bloedrode zonsondergangen. Een 'chemisch schild' hing gedurende drie jaar boven Europa.

## Oorzaken

### Geologisch
De Australische Plaat schuift ter hoogte van Indonesië onder de Euraziatische Plaat. Langs de zuidelijke rand van de Euraziatische plaat ligt hier een eilandboog, de Soenda-archipel. De Australische plaat beweegt onder de eilanden, waaronder Soembawa, langzaam de aardmantel in, waarbij zich magma vormt. Het omhoog bewegen van het magma veroorzaakt vulkanisme en heeft de eilanden gevormd. Het vulkanisme is voor de bevolking zowel een vloek als een zegen: hoewel het gevaar van een uitbarsting altijd dreigt, vormen de lagen vulkanische as zeer vruchtbare grond voor de landbouw.
In 1815 kende niemand het potentiële gevaar van de vulkaan. Op de avond van 10 april 1815 trok de zee weg van de kust, schepen kwamen op het droge te liggen. Daarna volgde een tsunami: de zee kwam met een nooit geziene kracht terug en overstroomde de straten van Tambora. Thomas Raffles verwoordde het zo: 

Gewelddadige wervelwinden zogen mensen, paarden, vee en al het andere dat ze tegenkwamen mee in de lucht. De grootste bomen werden met wortel en al opgetild en zorgden dat de zee was bedekt met hout. Grote hoeveelheden land werden bedekt met lava. Verschillende stromen lava uit de krater van de Tambora bereikten de zee.

Op het moment van de explosie was Tambora een koninkrijk met 7.000 inwoners. De resten ervan liggen sinds de uitbarsting anderhalve meter diep onder de as, op sommige plekken zelfs zeven tot tien meter. Tot op heden is niet bekend waar de hoofdstad precies lag. De hele Tamborese cultuur verdween. Zoals ook bij Pompeï het geval was, is een heel gebied door de as bedekt geraakt en hierdoor bijna volledig intact bewaard gebleven. Nu en dan vinden archeologen een verstilde scene en slagen ze er in het dagelijkse leven van destijds te reconstrueren.
Voor de explosie was de hoogte van de Tambora 4.300 meter, erna was de hoogte slechts 2.851 meter. De energie die bij deze plinische eruptie vrijkwam is gelijk aan de explosie van 34.000 megaton TNT of ruim twee miljoen keer de atoombom die op Hiroshima viel. Het eiland kwam op verschillende plaatsen meters uit de zee omhoog en 150 kubieke kilometer puin en vulkanische assen kwamen in de atmosfeer terecht, dwars door de ozonlaag, 43 kilometer hoog. 2500 km verder hoorden mensen hoe de bovenste helft van de vulkaan weggeblazen werd; de knal produceerde lawaai met een sterkte van 347 decibel.

### Folkloristisch
In de islamitisch-Indonesische folklore wordt de oorzaak van de vulkaanuitbarsting aan de toorn van Allah toegeschreven. Volgens de overlevering werd het koninkrijk Tambora op een dag bezocht door een vrome Arabier, een Sayyid met de naam Edris. De Arabier bezocht een lokale moskee en trof daar een hond aan, een dier dat in de islam als onrein wordt gezien, en gaf de opdracht de hond de moskee uit te slaan. De hond bleek echter eigendom van de lokale heerser, de radja van Tambora. Toen de radja hoorde wat de Arabier over zijn hond gezegd had, liet de radja een hond slachten, en nodigde hij de Arabier uit voor een maaltijd. Toen de Arabier de maaltijd op had, en tot zijn ontzetting hoorde dat hij zojuist hond had gegeten, werd hij woedend. Na een lange woordenwisseling tussen de Arabier en de radja beval de radja om de Arabier ter dood te brengen. Wachters van de radja namen de Arabier mee naar de top van de berg Tambora, waar ze hem vermoordden en in de krater wierpen. Direct daarop begon de vulkaan te werken om de daders van de brute moord te straffen. Het vuur en de vlammen verteerden eerst de wachters, daarna duizenden inwoners van het koninkrijk Tambora, en ten slotte zonk het koninkrijk weg in de zee.

## Gevolgen

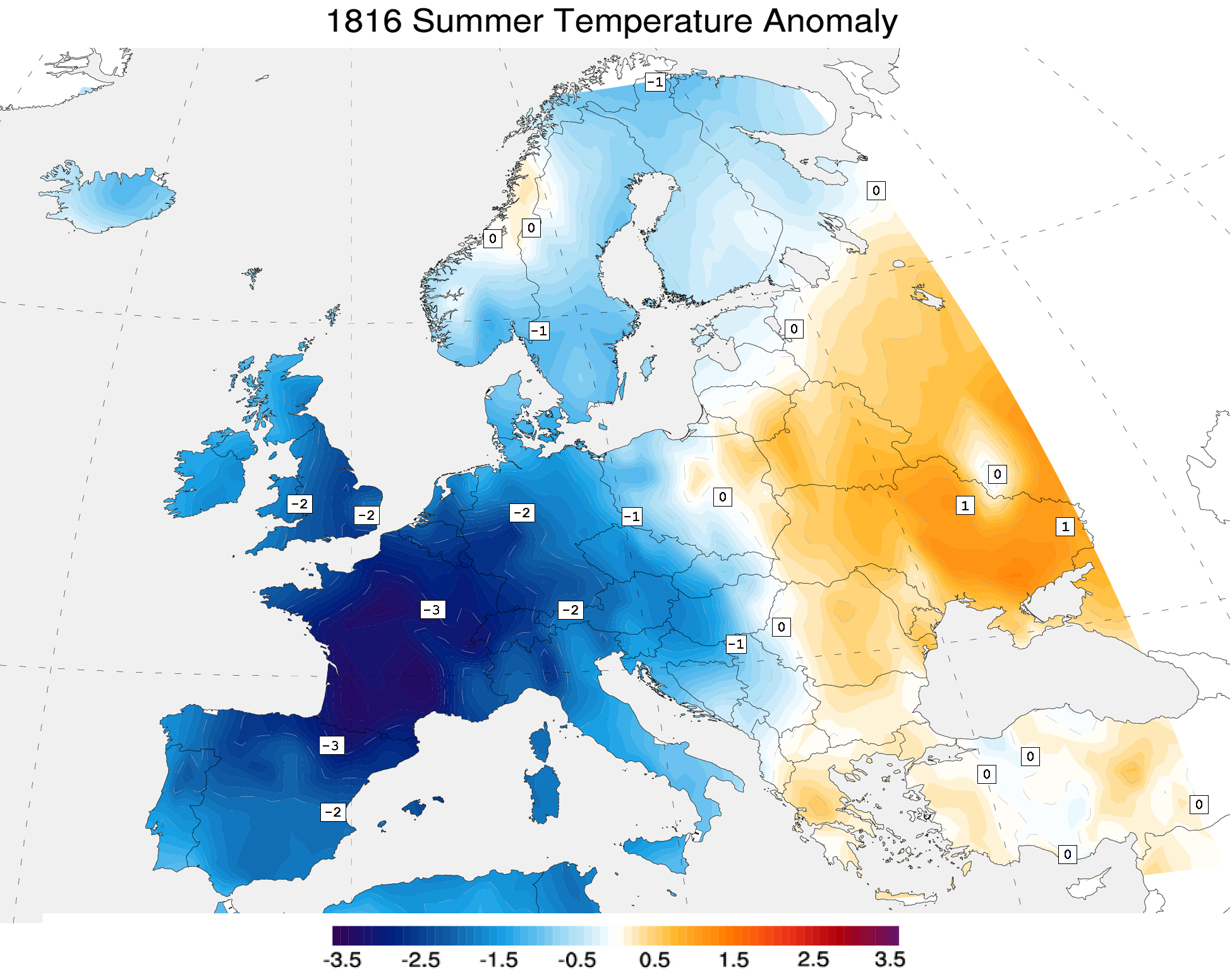
Temperatuurverlaging in Europa in de zomer van 1816

Het jaar dat op de eruptie volgde, 1816, is de geschiedenis ingegaan als het jaar zonder zomer. Schattingen van het dodental lopen uiteen van 10.000 mensen tot honderdduizenden. Philip Dröge vermoedt dat deze cijfers te bescheiden zijn. De vulkaanuitbarsting beïnvloedde het klimaat wereldwijd: niet alleen in Indonesië maar ook in India en China, Europa, Groenland en de Verenigde Staten.

### In de omgeving
De gevolgen waren desastreus. De soldaat John Dun beschreef vanop het eiland Haruku in Indonesië de dag na de eruptie dat hij nog niet is bijgekomen van het afschuwelijke gebeuren. Het tij bereikte in enkele ogenblikken een nooit geziene hoogte, oevers overspoelden en hij vreesde voor zijn leven. "Golven kwamen zelfs honderden meters voorbij de gebruikelijke beddingen van de rivier, waarvan sommige totaal zijn verwoest." Zijn boot, die uit Makassar binnenliep, werd vernietigd. Ook de flora en fauna werd ernstig aangetast. Doordat de uitbarsting de oogst vernietigde, ontstond op Soembawa een hongersnood die gepaard ging met diarree en koorts. De gevolgen van de uitbarsting bleven niet tot Soembawa beperkt. Ook op de nabijgelegen eilanden Lombok en Bali brak hongersnood uit. Rijstvelden, graslanden en boomgaarden lagen onder het stof. Vissen dreven dood op het wateroppervlak, vogels vielen dood uit de bomen. Een kapitein schreef in zijn logboek hoe ellendig de toestand was. De enige mogelijkheid om te overleven was de import van rijst van de naburige eilanden, maar een gebrekkig transport maakte die plaatsen niet altijd bereikbaar. Op Borneo, Timor, Java en Sumatra kwamen assen neer en in Gresik bij Soerabaja staken mensen kaarsen aan tijdens het ontbijt, zo dicht was de aswolk.

### China en India
In India en China veroorzaakte de klimaatverstoring een extreme zomermoesson, die in de Jangtsekiang en Ganges overstromingen teweegbracht. In China (niet slechts het noorden) mislukte de oogst en kwamen grote aantallen vee om van de kou. Tot in de Zuid-Chinese provincies Jiangxi, Anhui en Taiwan werden sneeuw en vorst gerapporteerd. Voor China brak een eeuw onrust aan, aldus de geoloog Peiyuan Zhang. Hij ziet de burgeroorlog met Beijing als een rechtstreeks gevolg van de eruptie.

### Europa en de Verenigde Staten
De Arnhemsche Courant berichtte op 11 juni 1816 over een blauwzwarte lucht. "De dag scheen eensklaps als in eenene duisteren nacht te zullen worden herschapen." Europa kwam in 1816 bij van de napoleontische oorlogen (1792 tot 1815). Het weer was er niet zo extreem als in de Verenigde Staten, maar de zomer kwam gewoon niet. Het bleef koud en nat, met zware regen- en onweersbuien. In Zwitserland sneeuwde het op 800 meter hoogte en een paar keer in de diepere dalen. Ook hier mislukte de oogst, met als gevolg hongersnood, wanorde en het uitroepen van de noodtoestand. In Wales trokken families van dorp naar dorp, smekend om eten. Ierland werd door de regenval en het voedselgebrek geteisterd door een tyfusepidemie. In Duitsland en Oostenrijk deden zich hongeroproeren en plunderingen voor. Vanaf augustus trad de nachtvorst in. Op de zomer volgde een extreem koude winter. In New York daalde de temperatuur begin 1817 tot -32°C, waardoor rivieren en zeearmen dichtvroren. De koude winter werd opnieuw gevolgd door een koele zomer in 1817. Dit veroorzaakte bij de Giétrogletsjer in Zwitserland een ijsdam, die in de zomer van 1818 catastrofaal doorbrak.

#### Napoleon
Er is een hypothese dat de nederlaag van Napoleon bij de Slag bij Waterloo (1815) deels te wijten is aan de uitbarsting van de Tambora. De zware regenval tijdens de slag deed Napoleons artillerie vastlopen in de modder. In elk geval liep de uitbarsting parallel met Napoleons laatste poging om de Europese macht te grijpen. "De vulkaan begint te rommelen op het moment dat de Fransman ontsnapt uit een eerdere gedwongen ballingschap op het Italiaanse eiland Elba en terugkeert naar Parijs om een leger te vormen. De as van de vulkaan verschijnt boven Europa net nadat de Fransen op spectaculaire wijze zijn verslagen (...). De bloedrode zonsondergangen die in de weken daarna in heel Europa te zien zijn, hebben dan ook een toepasselijke kleur. De hemel is net zo rood als de slagvelden met hun duizenden doden."

#### Het regent dieren
- Op 22 en 23 december 1815 vielen in het Zwitserse Vallorbe miljoenen kevers, spinnen en rupsen uit de lucht[bron?]
- Op 6 juni 1816 regende het in New York dode uitheemse vogels
- In New Jersey vond men ontelbaar veel dode vissen op het strand

### Natuurkundig en geologisch
- Baaien verdwenen in de golven (schippers hadden geen oriëntatiepunten meer aan de kust)
- Neerkomende lava en as creëerden nieuwe kliffen en schiereilanden
- De havenstad Sanggar ligt nu landinwaarts
- Lawines en aardverschuivingen
- Tsunami's en scheepsrampen
- Bliksem en hagel buiten proportie
- Klimaatveranderingen en weersextremen
- De vulkanische as bedekte voedselvoorraden, akkers en waterbronnen
- In de Europese gebergtes stierven de prooidieren door de koude uit. Roofvogels trokken naar lager gelegen gebieden.

### Mentaliteit en psychologie

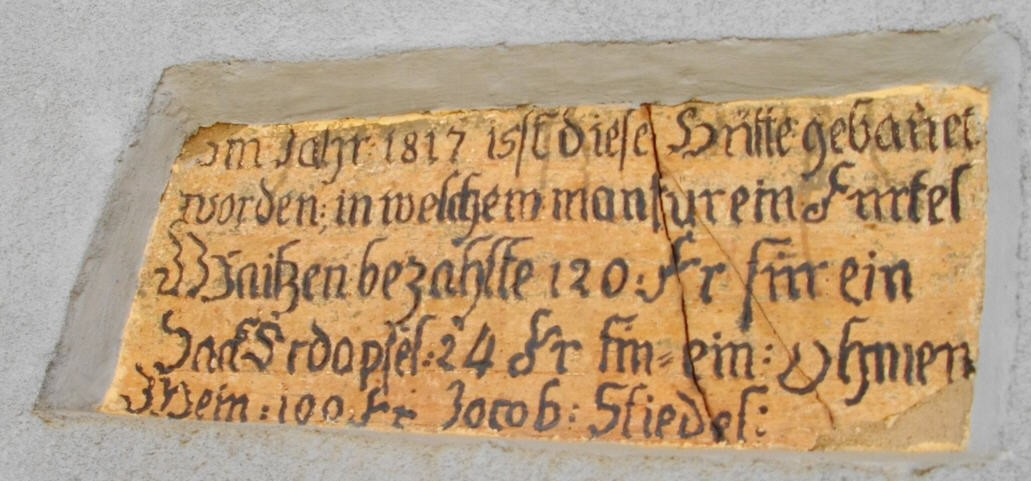
Een inscriptie in Heiligenstein brengt het hongerjaar 1816 in herinnering

- Onheilsprofeten namen het woord, veel meer dan (onwetende) wetenschappers
- Paniek, in de omstreken dachten velen vanwege de luide knallen dat er een oorlog was begonnen
- De aanhoudende duisternis die de as veroorzaakte, deed mensen denken aan het einde der tijden. In Gresik zag een ooggetuige de paniek. Mensen waren zeker "dat het einde van alle aardse dingen was aangebroken." Hij heeft het over het laatste oordeel. "De lucht was gevuld met uitroepen om genade, gericht aan Hij die de aarde heeft gemaakt."
- Op 11 juli 1816 brak er in Gent een massahysterie uit. Franse en Britse kranten berichtten over Gentenaren die de deuren uit stormden en zich doodsbang tot God richtten.[11]
- Ook elders in Europa waren de zenuwen gespannen en kwam het tot diverse incidenten. In Engeland pleegde een dienstmeid zelfmoord omdat ze het einde toch nabij achtte, in Zürich werd een man aangevallen die een bliksemafleider monteerde en in Vlaanderen verscheen een gedicht op de muren over de verschrikkelijke toekomst.

### Sociaal-economisch
- Voedseltekorten leidden tot rellen en plunderingen
- Volksoproer en chaos in verschillende gebieden op de wereld
- Prijsstijgingen van het voedsel

### Gezondheid
- Tyfus- en choleraepidemieën, dysenterie, hepatitis en chronische hoest (vulkaanstof vol zware metalen en barium is erg schadelijk voor de bloeddruk, de lever en de nieren, de hersenen en de ademhaling).

### Demografisch
- Migratie uit Europa naar de Verenigde Staten
- In de VS begon de trek naar het Westen
- Sankt Gallen, een stad met achtduizend inwoners, werd in 1817 door 20.000 bedelaars overspoeld[bron?]
- Honger en sterfte (in Zwitserland waren het vooral jongeren tussen 16 en 25, wat resulteerde in lage geboortecijfers en een vergrijzend land)

### Technologie en cultuur
- De ramp leidde tot veel nieuwe uitvindingen, zoals het reddingsvest (na het zien van vele drenkelingen)[bron?] en de loopfiets[bron?] (het tekort aan haver zorgde voor een massale paardensterfte), en tot de isolatie van de pijnstiller kinine.[bron?]
- De vulkanologie nam een aanvang dankzij de initiatieven van sir Thomas Raffles.
- Mary Shelley en John William Polidori verbleven in de zomer van 1816 bij Lord Byron in Zwitserland. Terwijl ze de hele vakantie binnen bleven vanwege het weer, bedachten ze duistere en griezelige verhalen: Frankenstein, The Vampyre en het apocalyptische gedicht Darkness.[12]
- Het dagboek van de burgemeester van Boësses nabij Parijs, de wijnboer Charles Pierre, is een van de betrouwbaarste weerobservaties uit het begin van de 19e eeuw. Het wordt bewaard in de Meteorologische Sociëteit van Frankrijk.
- Het waren gouden tijden voor doemdenkers. De protestantse doemdenker Johann Heinrich Jung-Stilling publiceerde De Overwinning van den Christelijken Godsdienst waarin hij met bijbelcitaten het einde der tijden bewees. In Rotterdam schreef de sleutelmaker H. Nüse Sleutel van de Verborgenheid der Laatste Tyden.
- Vanaf 1815 gaat William Turner steeds meer oker gebruiken in zijn landschappen, net zoals Caspar David Friedrich in zijn Ansicht Eines Hafens.

## Galerij

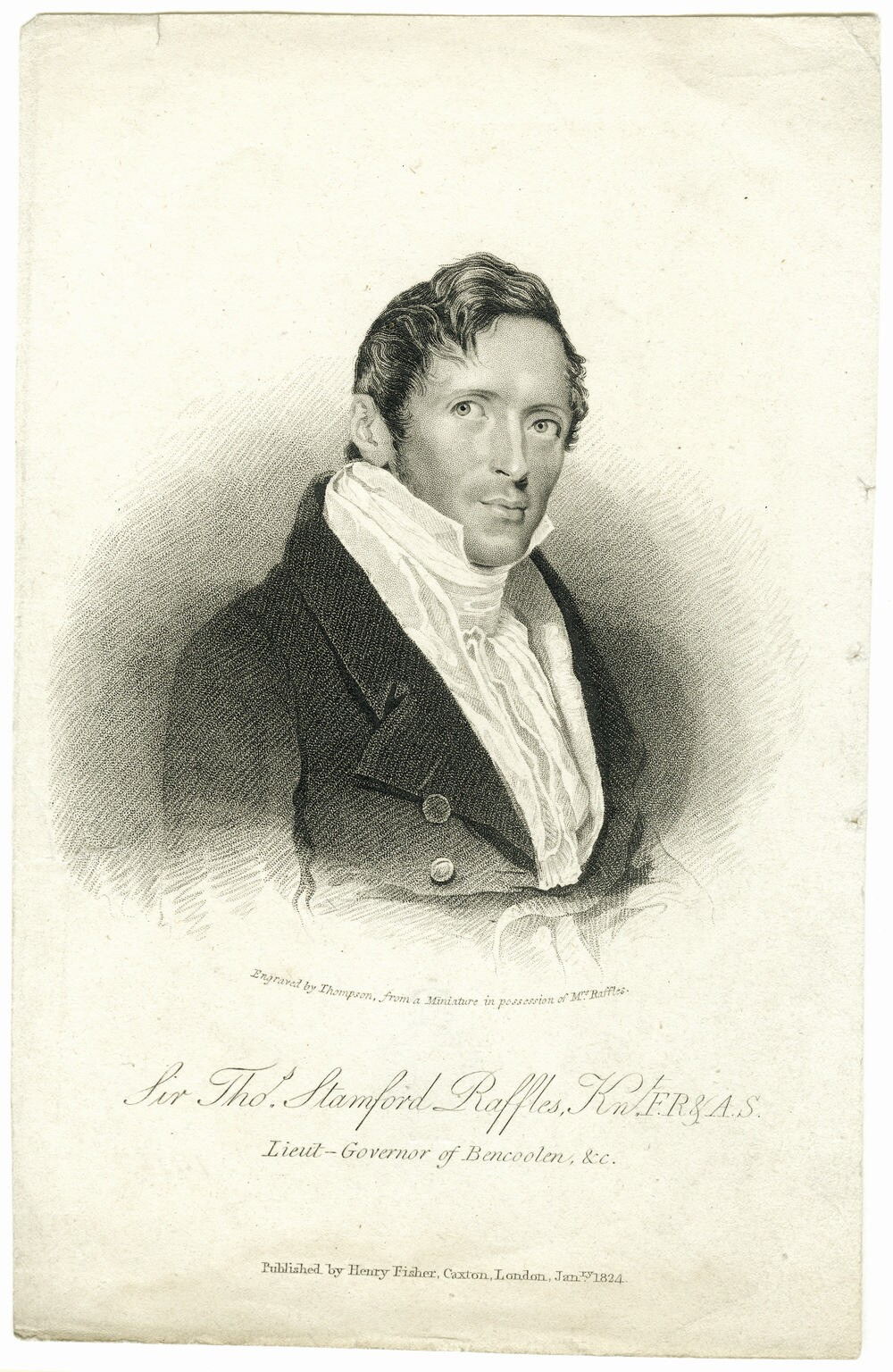
Stamford Raffles, de Britse gouverneur-generaal van Nederlands-Indië
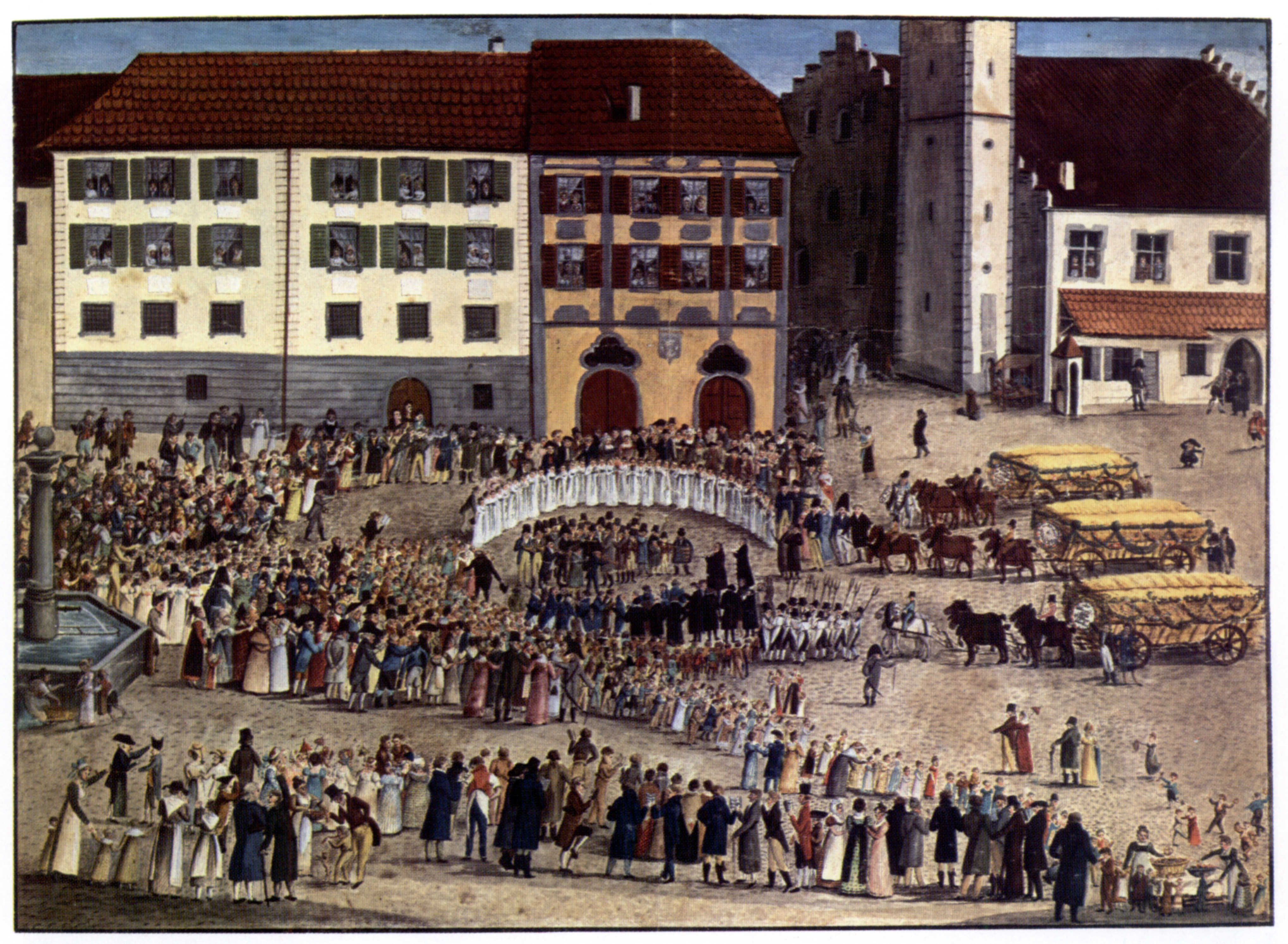
Gottlob Johann Edinger, oogstwagens 1817 in Ravensburg
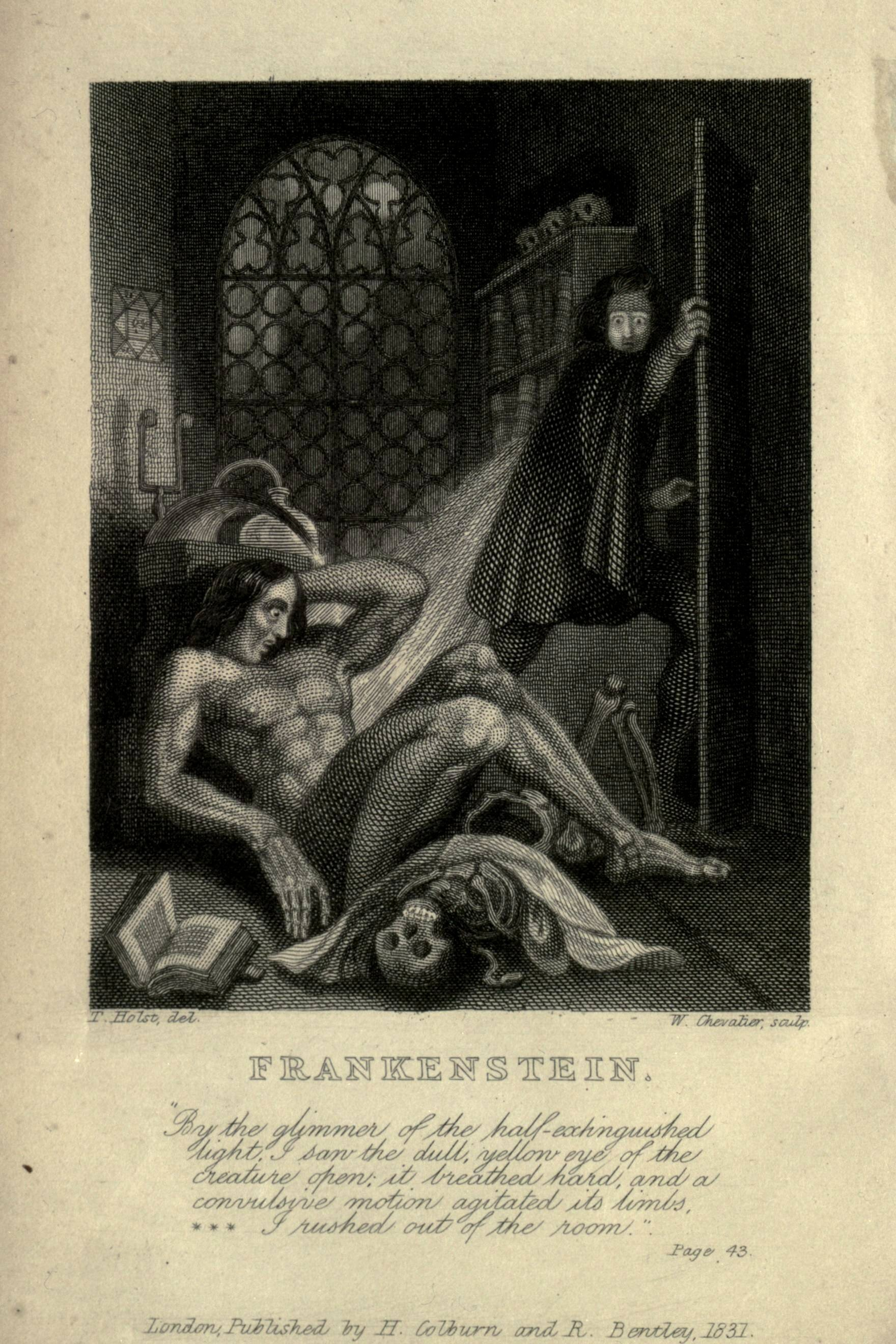
Omslag Frankenstein
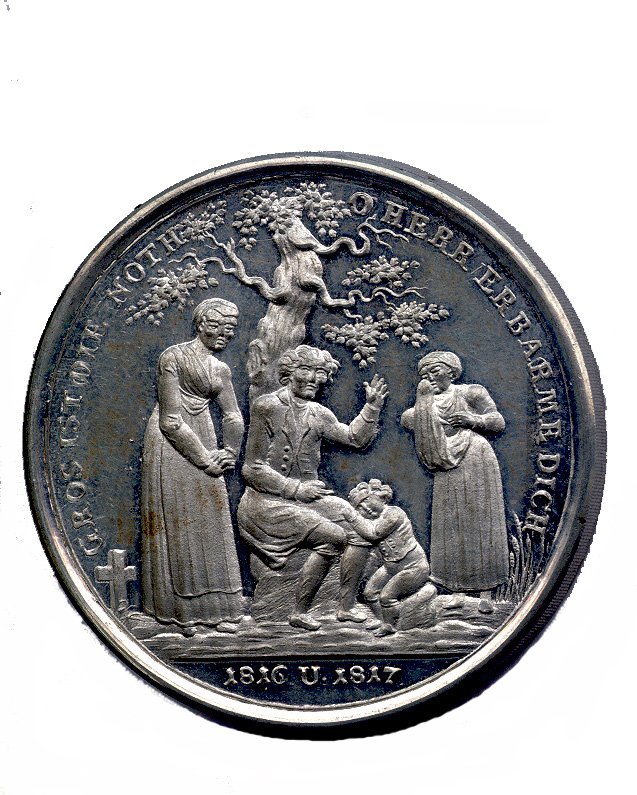
Voorzijde hongermedaille 1817
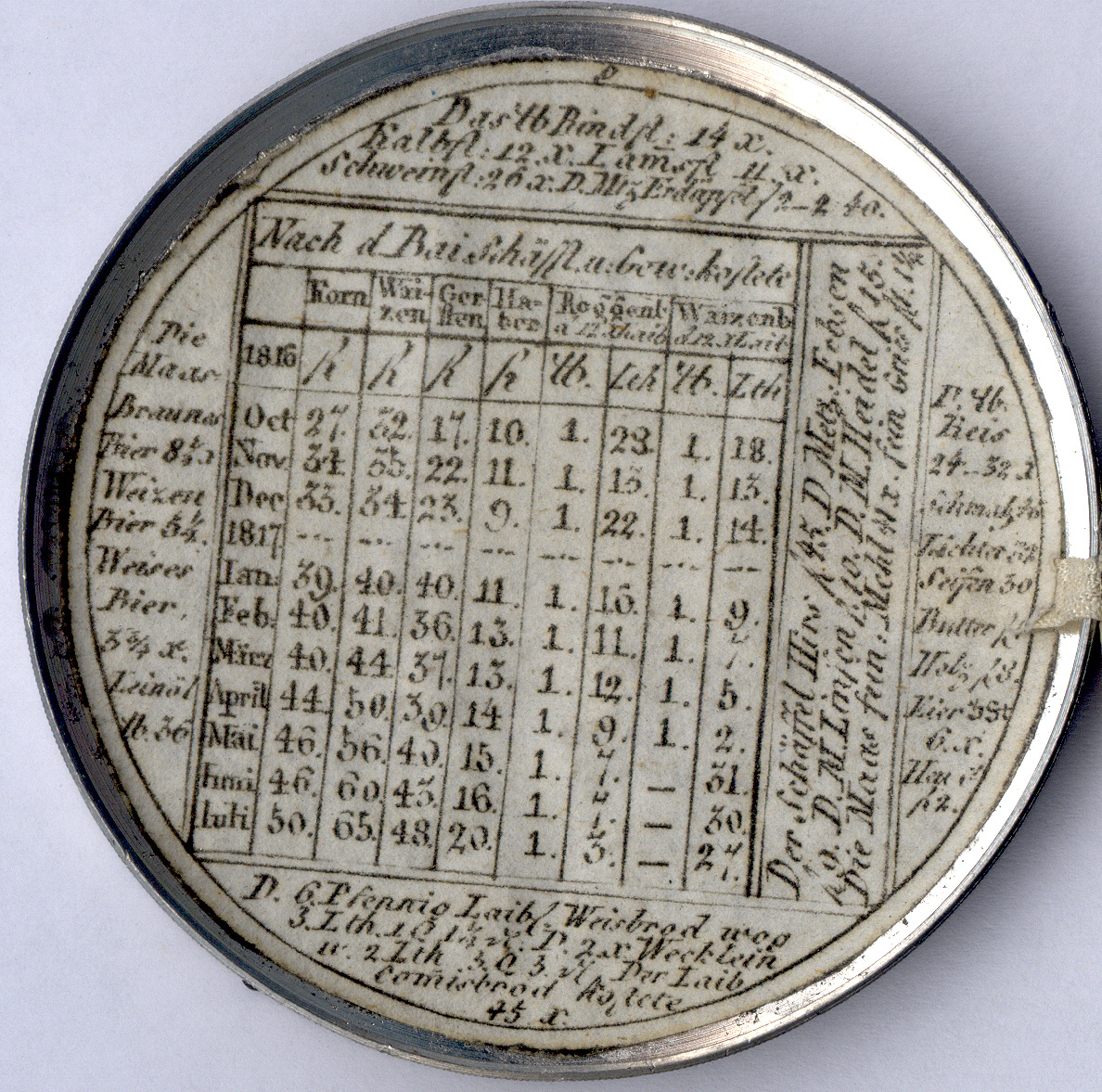
Tinnen medaille die de voedselprijzen van 1816 toont
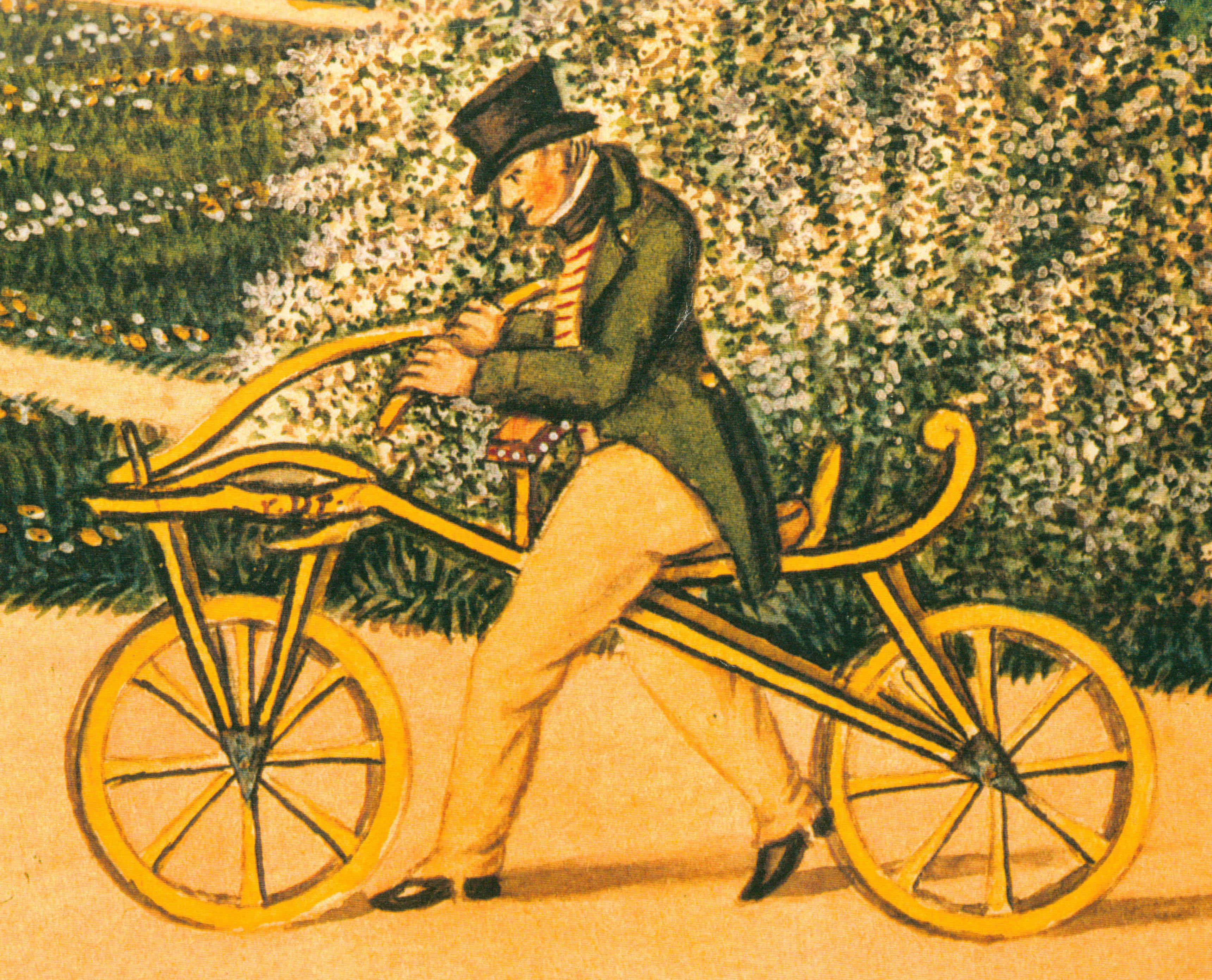
Karl Drais op zijn Laufmaschine